# Кунгуртуг
Кунгуртуг (тув. Куңгуртуг) — село, административный центр Тере-Хольского кожууна Республики Тыва.

## История
Село основано в 1949 году после основании до Кунгуртуга почти сложно было найди путь через села Самагалтай, Эрзин, Нарын. Первые дома были деревянные, деревня Кунгуртуг название носила в 1949-1956 гг., рыбачья деревня Теректиг-Хая, там прошло важное выступление бывшего мэра Кызыла, после чего спустя 2 дня деревня стала селом с населением 498 и получила название Кунгуртуг, став главным административным центром Тере-Хольского района. 
В селе построен аэродром в Кызыл. Рядом есть артель старателей Ойна и древняя достопримечательность Пор-Бажын.

## География
Расположено на реке Кунгур-Тук, недалеко от её впадения в озеро Тере-Холь.
Улицы
ул. Дружба, ул. Заречная, ул. Комсомольская, ул. Кыргыс Чамзырына, ул. Мира, ул. Молодёжная, ул. Полевая.

## Население
| 2002  | 2004  | 2005  | 2006  | 2007  | 2008  | 2009  | 2010  | 2011  |
| ----- | ----- | ----- | ----- | ----- | ----- | ----- | ----- | ----- |
| 1835  | ↘1810 | ↘1805 | ↗1832 | ↘1819 | ↗1830 | ↗1852 | ↘1467 | ↘1462 |
| 2012  | 2013  | 2014  | 2015  | 2016  | 2017  | 2018  | 2019  | 2020  |
| ↘1448 | ↘1447 | ↘1439 | ↗1459 | ↗1462 | ↗1474 | ↗1505 | ↗1553 | ↗1580 |
| 2021  |       |       |       |       |       |       |       |       |
| ↗1638 |       |       |       |       |       |       |       |       |

## Инфраструктура
Общеобразовательная школа с. Кунгуртуг, «Тере-Хольская центральная районная больница».
СДК им. М. Д. Дудуп.
Для обеспечения кунгуртцев водой для питья и хозяйственно-бытовых нужд есть 5 водозаборных колонок, представляющих собой нецентрализованные источники водоснабжения.

## Транспорт
Автодорога местного значения. Авиасообщение, в том числе медицинское.

## Достопримечательности
Рядом с Кунгуртугом расположена древняя уйгурская крепость Пор-Бажын, у которой проводится международный фестиваль национальных традиций.

## Известные люди
- Лопсан Чамзы (в миру — Байыр-оол Серенович Шыырап) — российский религиозный деятель, Верховный лама Тывы (13 ноября 2014 года — 29 ноября 2019 года)[21].